# Elisabeth Reuter (Malerin, 1853)

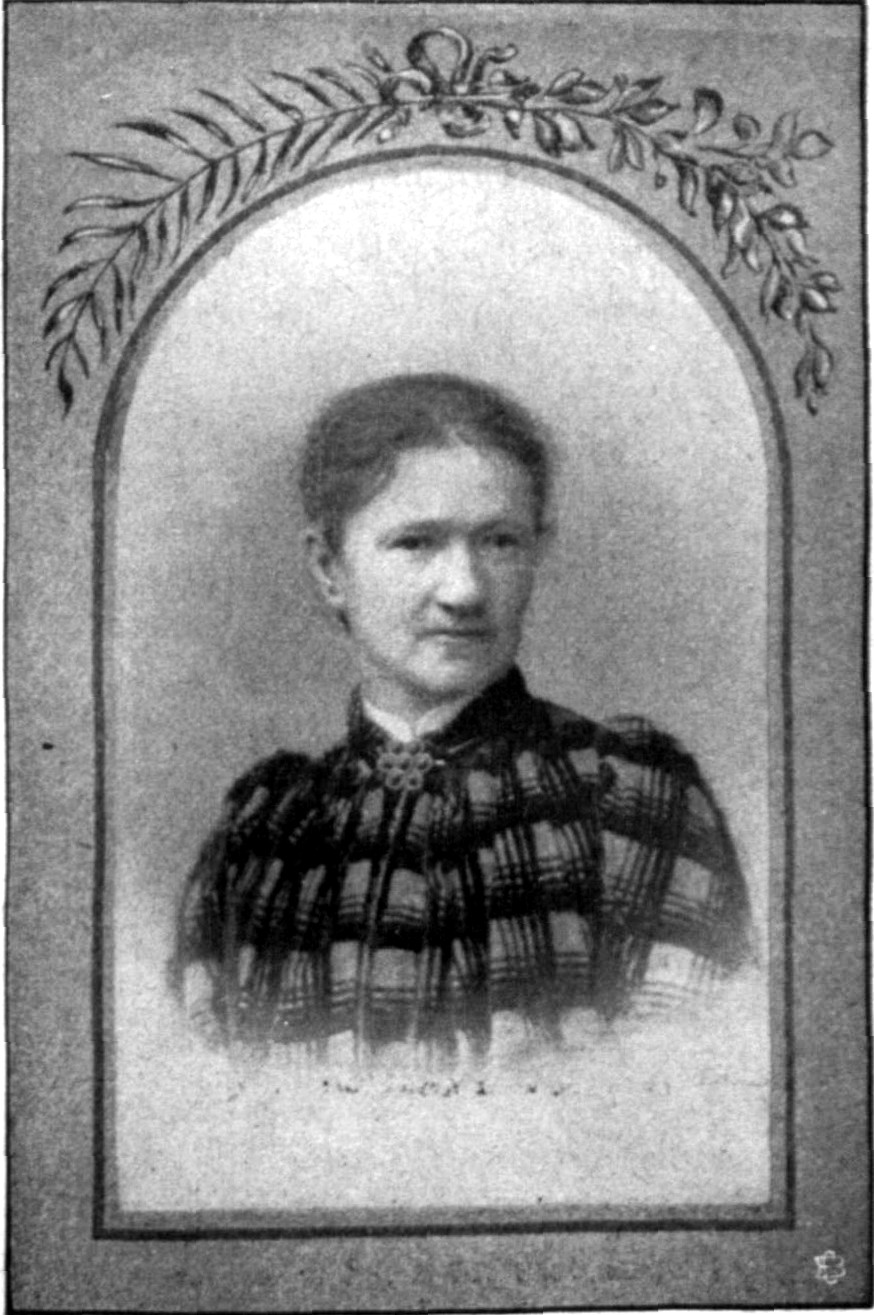
Elisabeth Reuter, Malerin

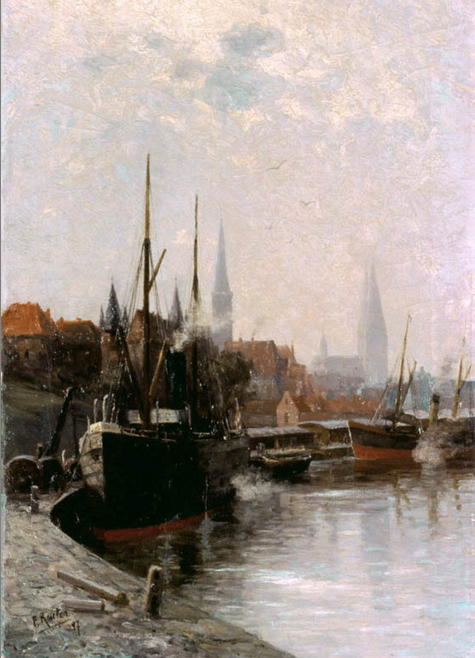
Lübecker Hafen

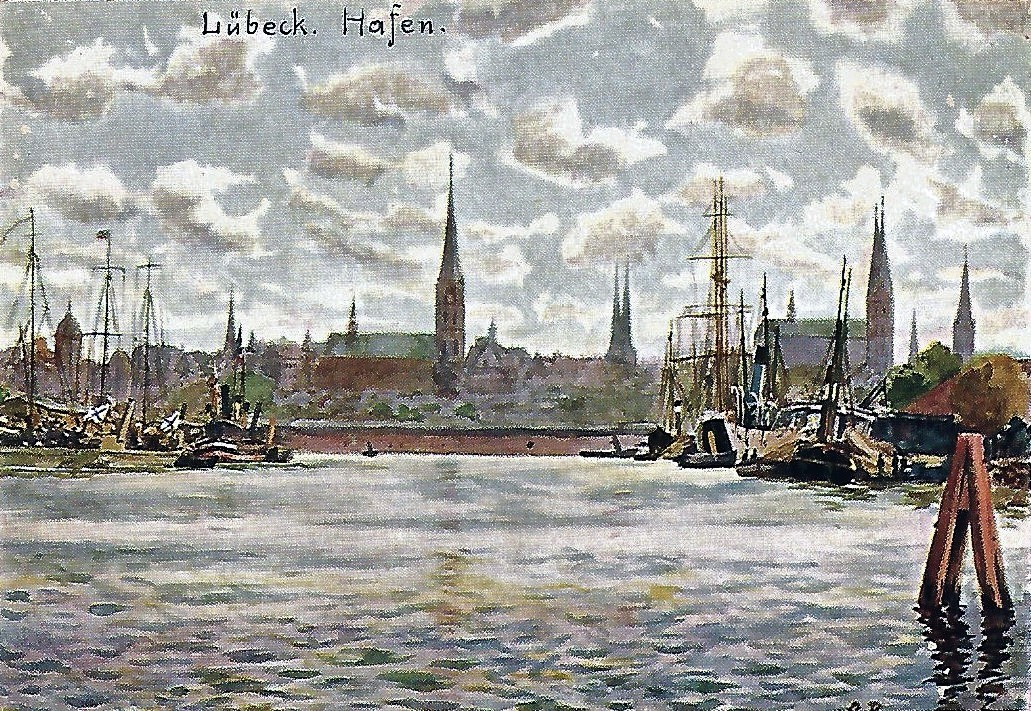
Blick vom Hafen auf Lübeck

Elisabeth Reuter (* 21. September 1853 in Lübeck; † 7. Mai 1903 in Heidelberg) war eine deutsche Malerin.

## Leben

### Herkunft
Elisabeth Reuter war eine Tochter des Lübecker Arztes Gottlob Reuter und seiner Frau Elise, geb. Trummer. Ihre Mutter war eine Schwester von Ludwig Trummer. Dieser wirkte in der Mariengemeinde, bevor er zum Hauptpastor von St. Petri berufen wurde.
Eine von Elises Schwestern war Amanda („Ada“). Diese heiratete den Lyriker Emanuel Geibel und verstarb in München. Die Gedächtnisrede an Geibels Sarg wurde später von Ludwig gehalten. Eine Cousine war die deutschamerikanische Sängerin Marie Gallison-Reuter.

### Laufbahn
Im Kreise zahlreicher Geschwister heranwachsend, offenbarte sie schon frühzeitig ihren ausgeprägten Sinn für zeichnerische und malerische Arbeiten. Folglich gaben die Eltern ihrem Wunsch nach und ließen sie entsprechend ausbilden.
Bereits 20-jährig studierte sie im Herbst 1873 in München bei Max Kuhn und später bei Julius Zimmermann (1824–1906). Hierbei beschäftigte sie sich ausschließlich mit der Aquarellmalerei.
In dem Münchener Jahr trat sie bereits mit ihren Aquarellen an die Öffentlichkeit. Dank ihrer „angenehm durchgeführten“ Technik fanden ihre Aquarelle Käufer. Dies bestärkte sie darin, auf der eingeschlagenen Laufbahn fortzuschreiten.
Sie ging nach Hamburg zu August Schliecker und wurde von diesem besonders in der Architekturmalerei ausgebildet. In Rotenburg malte sie Ende der 1880er Jahre eine Reihe ihrer interessantesten Aquarelle.
Auch in Friedrichsruh, beim Fürsten Bismarck, hat die Künstlerin oft und viel gearbeitet. Hier wurde sie wiederholt vom Fürsten angeredet, um öfter in den Kreis seiner Familie gezogen zu werden. Der Fürst erteilte ihr auch den Auftrag, sechs Aquarelle aus dem fürstlichen Park anzufertigen.
Anfang der 1890er Jahre wandte sie sich der Ölmalerei zu. Sie nahm Unterricht bei Hermann Eschke in Berlin und ging 1895 für einige Jahre nach Düsseldorf zu Gustav Adolf Schweitzer, wohnte dort in der Pension von Marie von Rappard in der Freiligrathstraße. In der Folge machte sie mehrere Sommer hindurch Studienreisen durch Norwegen. Bekannt aus diesen wurden ihre Fjords und Marinas.
In ihren letzten beiden Jahren reiste sie nach Helgoland, um sich die dortigen Motive zu eigen zu machen. Während ihres dortigen Aufenthalts besaß sie ein eigenes Atelier und stellte Bilder aus.
Etwa drei Wochen vor ihrem Tod begab sie sich auf eine Studienreise in den Schwarzwald. Bei ihrer Arbeit im Freien beim Heidelberger Schloss zog sie sich eine schwere Erkältung zu. Auf ihrem Krankenlager trat eine schwere Lungenentzündung hinzu.
Auch ihre Heimatstadt, in der sie nach ihrer Rückkehr an der Privatschule von Frl. Detloff in der Fleischhauerstraße 72 bis 1894/95 als Zeichenlehrerin wirkte, erwies ihr mancherlei Anerkennung. Als freischaffende Künstlerin erhielt sie vom Senat den Auftrag für den Kleinen Kreuzer Nymphe, das große Gemälde „Blick auf Lübeck“, welches großen Beifall fand, zu malen. Das Gemälde wurde vom Verlag Johannes Nöhrings als Postkarte herausgebracht.
Der Lübecker Maler Werner Reuter (1902–1962) war ihr Neffe.

## Werke
Die Lübecker Kunsthandlung Nöhring bot auf der Nachlassausstellung 191 Ölgemälde und 131 Aquarelle an.
- Park in Friedrichsruh in 6 Aquarellen (1890 im Auftrage Otto von Bismarcks)
- Der Priesterhof in der Burg (Bleistiftzeichnung), Museum für Kunst- und Kulturgeschichte Lübeck
- Das Burgtor in Lübeck (Bleistiftzeichnung), Museum für Kunst- und Kulturgeschichte Lübeck

### Veröffentlichungen
- (posthum) Skizzen und Studien aus Lübeck. Mappe mit 24 Bleistiftzeichnungen in Kupfertiefdruck. Bernhard Nöhring, Lübeck 1904.